# 1797.
◄ | 17. stoljeće | 18. stoljeće | 19. stoljeće | ►
◄ | 1760-ih | 1770-ih | 1780-ih | 1790-ih | 1800-ih | 1810-ih | 1820-ih | ►
◄◄ | ◄ | 1794. | 1795. | 1796. | 1797. | 1798. | 1799. | 1800. | ► | ►►
Arhitektura • Astronomija • Biologija • Glazba • Kazalište • Kemija • Kiparstvo • Knjige • Književnost • Kršćanstvo • Medicina • Politika • Pravo • Promet • Slikarstvo • Šport • Znanost

## Događaji
- 12. svibnja – raspad Mletačke Republike.
- Belgija priključena Prvoj Francuskoj Republici.

## Rođenja
- 31. siječnja – Franz Schubert, austrijski skladatelj († 1827.)
- 22. ožujka – Vilim I., njemački car († 1888.)
- 27. ožujka – Alfred de Vigny, francuski pjesnik († 1863.)
- 9. listopada – Philippe Suchard, švicarski slastičar i tvorničar čokolade († 1884.)
- 29. studenog – Gaetano Donizetti, talijanski skladatelj († 1848.)
- 13. prosinca – Heinrich Heine, njemački književnik († 1856.)
- 23. prosinca – Adrien-Henri de Jussieu – francuski botaničar († 1853.)
- 27. prosinca – Mirza Galib, indijski pjesnik († 1869.)

## Vanjske poveznice
|  | Zajednički poslužitelj ima još gradiva o temi 1797. |